# Narodowy Instytut Onkologii im. Marii Skłodowskiej-Curie – Państwowy Instytut Badawczy Oddział w Krakowie
Narodowy Instytut Onkologii im. Marii Skłodowskiej-Curie – Państwowy Instytut Badawczy Oddział w Krakowie – krakowski oddział Centrum Onkologii – Instytutu im. Marii Skłodowskiej-Curie w Warszawie. Instytut znajduje się przy ulicy Garncarskiej 11.

## Historia
Krakowski ośrodek funkcjonował pierwotnie jako lecznica związkowa, a od roku 1951, z inicjatywy profesora Franciszka Łukaszczyka, jako szpital onkologiczny.
Krakowski oddział Narodowego Instytutu Onkologii im. Marii Skłodowskiej-Curie – Państwowego Instytutu Badawczego powstał w 1951 roku na podstawie rozporządzenia Rady Ministrów w wyniku połączenia krakowskiego szpitala onkologicznego z istniejącym od 1947 roku Państwowym Instytutem Przeciwrakowym w Gliwicach i Instytutem Radowym w Warszawie. Trzy połączone placówki utworzyły obecny Narodowy Instytut Onkologii im. Marii Skłodowskiej-Curie – Państwowy Instytut Badawczy (do 2020 Centrum Onkologii – Instytut im. Marii Skłodowskiej-Curie) z siedzibą w Warszawie i z oddziałami w Gliwicach i Krakowie.
Pierwszym dyrektorem był dr Emil Wyrobek.